# Bathymyrus echinorhynchus
Bathymyrus echinorhynchus és una espècie de peix pertanyent a la família dels còngrids.

## Hàbitat
És un peix marí, batipelàgic i de clima tropical.

## Distribució geogràfica
Es troba al mar d'Aràbia.

## Observacions
És inofensiu per als humans.